# Hebei Zhongxing Automobile Company

Logo der Marke ZX Auto

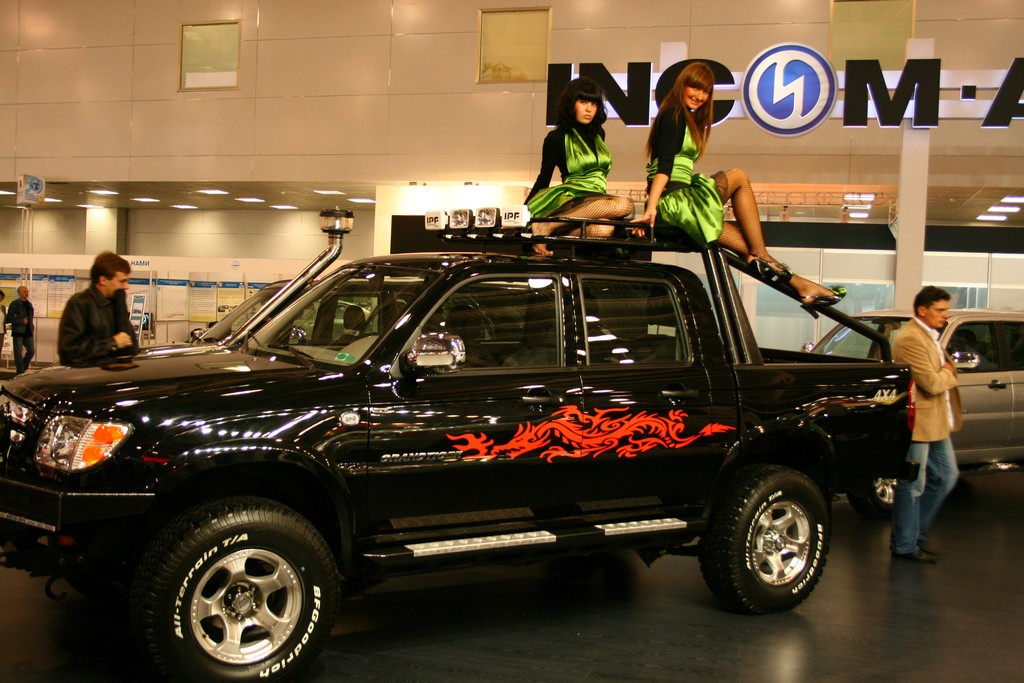
Ein ZX Auto Grandtiger auf der Moskauer Automobilschau 2008

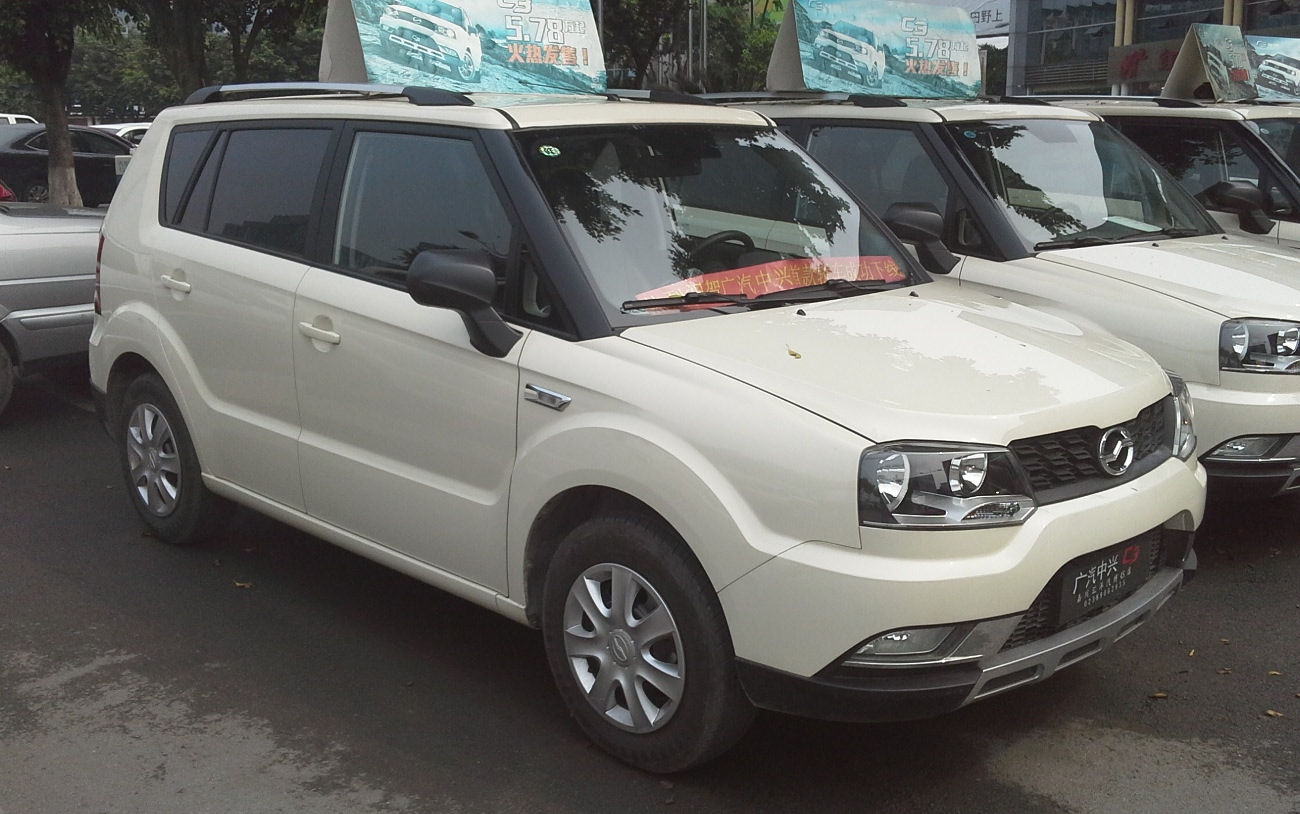
ZX Auto C3 Urban Ark

Die Hebei Zhongxing Automobile Company (中兴汽车) ist ein im Jahre 1991 vereinbartes Joint Venture zur Automobilherstellung zwischen der chinesischen Tianye Automobile Group Co. Ltd. und der taiwanischen Taiwan Unite Leading Company.

## Beschreibung
Die Markennamen lauten ZX Auto und Zhongxing.
Das Unternehmen beinhaltet zwei separate Werke, wovon sich eines in Baoding und das andere in Changchun befindet. Der Bau beider Werke nahm ein Kapital von 68.000.000 ¥ in Anspruch. Insgesamt werden in den beiden Fabrikgeländen 15 automatisierte Produktionsstraßen betrieben, an denen die Fahrzeuge in einem Vier-Stufen-System montiert werden. Es werden derzeit 2800 Arbeitnehmer beschäftigt. Momentan ist das Unternehmen außerdem auf den Märkten von 40 Ländern vertreten. Seit dem Oktober 2009 betreibt der Hersteller zudem auch seinen Kundendienst Customer Care global. Etwa 110.000 Einheiten pro Jahr werden produziert. Der Hersteller nutzt die Fahrzeug-Identifizierungsnummer BQ.

## Modellübersicht
- ZX Auto Admiral (seit 2001; als Адмирал (Übersetzung: FAW Admiral) in Russland)
- ZX Auto Banner (1997 bis 2005)
- ZX Auto C3 Urban Ark (seit 2013)
- ZX Auto Changling (seit 2008)
- ZX Auto Cruiser (seit 2003)
- ZX Auto Gold Lion (2002 bis 2004)
- ZX Auto Jinshi (2002 bis 2004)
- ZX Auto Landmark (seit 2005)
- ZX Auto Lucky Star (seit 2004)
- ZX Auto Star (seit 2000)
- ZX Auto Tiger (seit 1997)

## Produktionszahlen
| Jahr | Produktionszahl | Quelle |
| ---- | --------------- | ------ |
| 2000 | 1.489           | [ 3 ]  |
| 2001 | 345             | [ 3 ]  |
| 2002 | 3.745           | [ 3 ]  |
| 2003 | 9.883           | [ 3 ]  |
| 2005 | 25.450          | [ 4 ]  |
| 2006 | 31.939          | [ 4 ]  |
| 2007 | 40.166          | [ 4 ]  |